# Paparazzi
„Paparazzi“ (от английски: „Папараци“) е песен на американската певица Лейди Гага, включена в дебютния ѝ албум „The Fame“. Издадена е като петия и последен сингъл чрез лейбъла Interscope Records. Написана и продуцирана в сътрудничество с Роб Фусари, песента представя проблемите на Гага по пътя към славата и изпитанието на това да си в равновесие с любовта и успеха.
Сингълът е издаден на 6 юли 2009 г. в Обединеното кралство и четири дни по-късно в Австралия. По първоначален план „LoveGame“ е трябвало да бъде трети сингъл във Великобритания, но песента и видеото към нея се оказват твърде скандални. „Paparazzi“ получава положителни оценки поради забавния си клубен ритъм. Песента се превръща в успех, като достига челната позиция в класациите на Шотландия, Чехия и Германия, както и топ 10 в Австралия, Канада, Ирландия, Обединеното кралство и САЩ.
Музикалното видео, режисирано от Йонас Акерлунд, представя Гага в ролята на обречена старлетка, преследвана от папараци и почти убита от гаджето си (в ролята е Александър Скарсгорд). Клипът показва как тя оцелява, завръща се и си отмъщава по пътя към славата. Проектът е награден в категориите „Най-добра сценография“ и „Най-добри визуални ефекти“ на наградите на MTV през 2009 г. На церемонията певицата изнася представление, символизиращо негативното влияние на славата. Лейди Гага изпълнява песента и на своите концертни турнета, последно на Joanne World Tour през 2017 и 2018 г.

## Предистория и издаване
Преди да стане известна Лейди Гага се запознава с продуцента Роб Фусари през март 2006 г., като двамата стават двойка през май същата година. Певицата ежедневно пътува до Ню Джърси, за да работи върху песни, които е написала, и да създава нов материал с Фусари. По време на съвместната им работа, той сравнява вокалите ѝ с хармониите в на Фреди Меркюри, фронтмен на Куийн. Така се ражда псевдонимът „Лейди Гага“, заимстван от името на песента „Radio Ga Ga“ на групата. Въпреки първоначални неразбирателства в музикално отношение, двамата по-късно успяват да се сработят и пишат няколко песни за Гага.
През 2008 година, Лейди Гага заминава за Лос Анджелис, където започва усърдна работа по дебютния си албум „The Fame“. В интервю за Rolling Stone, Гага си спомня за предишна своя връзка с барабанист на име Люк, който е вдъхновил написването на редица песни от албума, включително и „Paparazzi“. Песента се превръща в символ на бягството от своя нарцисизъм и желание за слава. Гага нарича Люк „любовта на живота си“ и признава, че е била готова да се превърне в негов фен, да насочи камерата си и да го снима.

Лейди Гага коментира разнообразните аспекти на песента, като казва:
Какво се опитвам да кажа с това? Какво ще успея да постигна, написвайки песента? Взех трезвото решение да пиша за папараците. Размишлявах върху изкуството на изпълнението и шокиращото изкуство и това как Парис Хилтън и сестра ѝ, и Линдзи Лоън, и Никол Ричи са такива артисти по свой собствен начин. Не е задължително да се занимават с изящни изкуства – такива, които са на изложба в музеите – но това е вид изкуство. Това е посланието на песента.
В други интервюта тя споделя и че песента се занимава с трудността на това да балансираш между любовта и славата, но може да бъде интерпретирана и като опит да примамиш папараците на своя страна и да се възползваш от медиите.

## Музикално видео
Видеото е дело на шведския режисьор Йонас Акерлунд, който е познат с работата си с Мадона, Рамщайн и U2. Неговата съпруга, Беа Акерулунд, е наета като стилист на Лейди Гага за проекта. Снимачният процес е осъществен на 13 и 14 април 2009 г. в частни вили в Малибу и Лос Анджелис. По време на интервюта за няколко медии, Гага споделя, че е изключително доволна от резултата и смята, че това е „най-невероятният творчески продукт, който е издавала към момента“. Относно посланието на видеото, тя споделя:
Съдържа истинско, силно послание относно това да правиш всичко в името на славата, относно смъртта и падението на известната личност и какво всичко това прави с младите хора. Видеото разглежда представи за един вид хиперболизирани ситуации, на които хората са готови, за да бъдат известни. В частност свързани с порнография и убийства. Това са някои от водещите теми в клипа.
Певицата добавя, че видеото съдържа препратки към съдбата на принцеса Даяна, която се явява символична мъченица на славата. Премиерата му е насрочена за 4 юни 2009 г., но докато Гага е на турне в Австралия, то „изтича“ в мрежата без съгласието ѝ.
Клипът е с продължителност от седем минути и в него участва шведският актьор Александър Скарсгорд. Сюжетът започва с Гага и приятелят ѝ (Скарсгорд), които си говорят на шведски в леглото. Когато се преместват на терасата и започват да се целуват, се появяват фотографи и им правят снимки. Гага осъзнава, че това е шантажирано от гаджето ѝ и неуспешно опитва да се възпротиви, преди той да я хвърли през парапета. Следващите кадри показват певицата, лежаща в локва кръв, заобиколена от папараци, които продължават да снимат. Вестници на екрана заявяват, че с кариерата ѝ е свършено.
Песента започва, докато Гага излиза от лимузина и е пренесена до инвалидна количка от танцьорите си. След това тя се изправя и върви напред, подпирайки се на патерици, облечена в метален костюм. Следваща сцена показва певицата на диван в имението, заобиколена от трио рокери. По време на цялото видео за кратко се появяват сцени на мъртви модели. Към края на клипа Гага е в дневната с гаджето си, когато дискретно изсипва бял прах от пръстена си в напитката му и го отравя. Пристига полицейски екип, арестува я и я ескортира до полицейската кола, докато папараците продължават да правят снимки. На екрана се показват вестници, които констатират, че тя е невинна и е успяла да се върне под светлината на прожекторите. Видеото завършва със сцена със затворническите снимки на Гага, за които тя позира като фотомодел.
Видеото към „Telephone“ е продължение на това на „Paparazzi“.

## Екип
- Лейди Гага – вокали, текстописец, ко-продуцент, пиано, синтезатор
- Роб Фусари – текстописец, продуцент
- Калвин Гейнс – програмиране
- Робърт Ортън – аудио миксиране
- Джин Грималди – аудио мастеринг